# Villa Haux

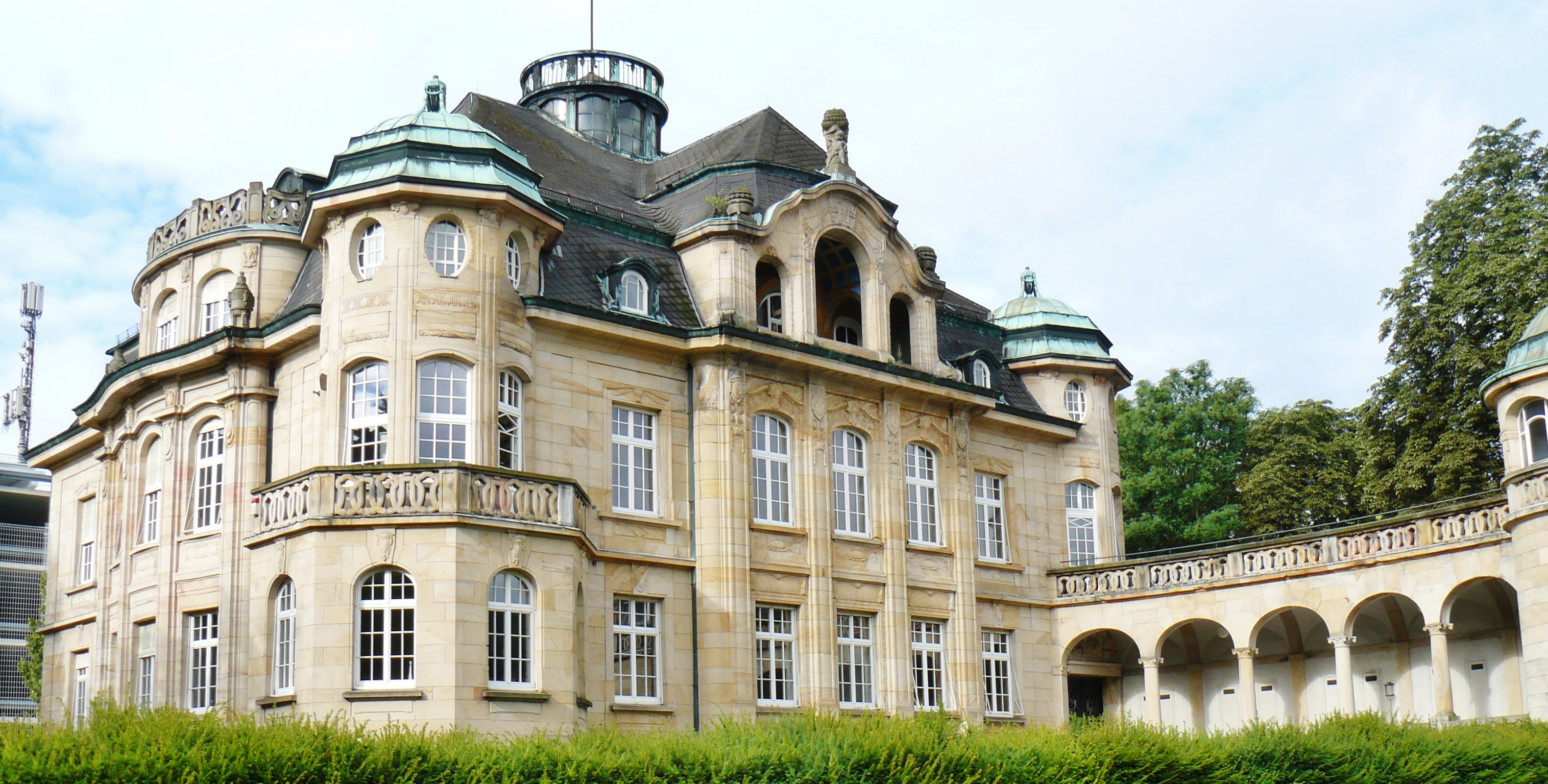
Neue Villa Haux

Die Neue Villa Haux wurde 1908 nach den Plänen der Stuttgarter Architekten Richard Böklen und Carl Feil durch Egon Diemer in Ebingen (heute Stadtteil von Albstadt) erbaut.
Benannt ist sie nach Kommerzienrat Friedrich Haux, der das Gebäude auf dem Gelände seiner damaligen Trikotagen-Fabrik Friedrich Haux & Cie. errichten ließ.

## Alte Villa

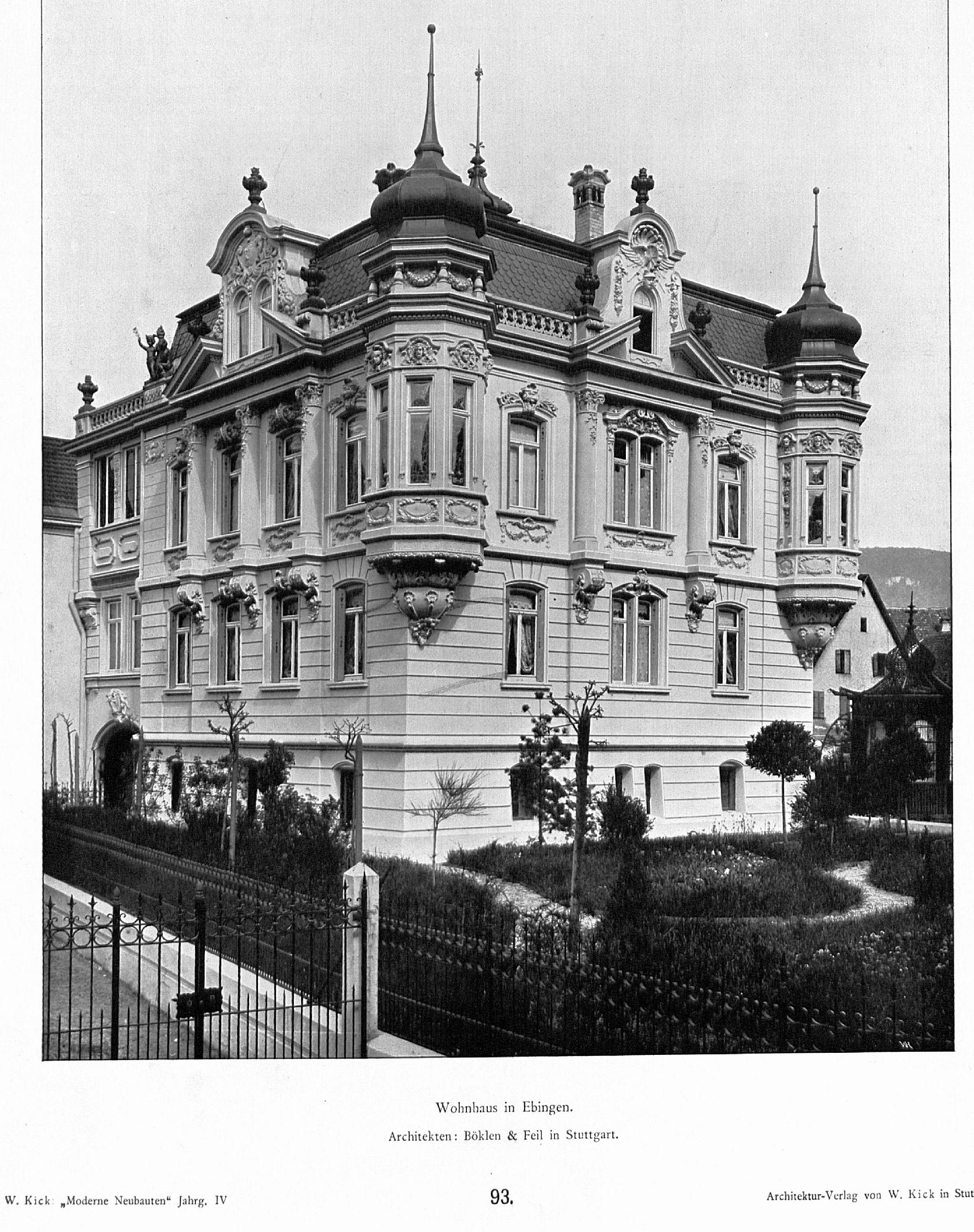
Alte Villa 1902

Zur Gründung des Unternehmens 1885 wurde ein zweckmäßiges Firmengebäude errichtet, das noch den Charakter des größeren Handwerksbetriebs hatte. Vor der Werkhalle stand ein dreigeschossiges Fachwerkhaus, das im Erdgeschoss Büroräume, im mittleren Stockwerk die Wohnung des Inhabers und im Dach Lagerräume enthielt.
Schon 1889 wurde weiter östlich ein großes Fabrikgebäude errichtet und 1897 aufgestockt. Am alten Gebäude wurde 1898 das Vorderhaus mit Erkern und einer neubarocken Stuckdekoration überzogen und zum Wohnhaus umgenutzt, es wurde damit zur ersten Villa Haux.

Verschiebung der Alten Villa

1901 wurde das Areal von der Talgangbahn durchschnitten. Zwischen deren Viadukt, der alten Unteren Vorstadt und der neuen geradlinigen Gartenstraße verblieb ein keilförmiges Grundstück. Um auf dem firmeneigenen Grundstück Platz für einen größeren Neubau zu schaffen, wurde die Alte Villa in einer spektakulären Gebäudeversetzung auf diesen markanten Standort versetzt. Diese Verschiebung über die Straße geschah 1907 auf Eisenbahnschienen.

## Neue Villa

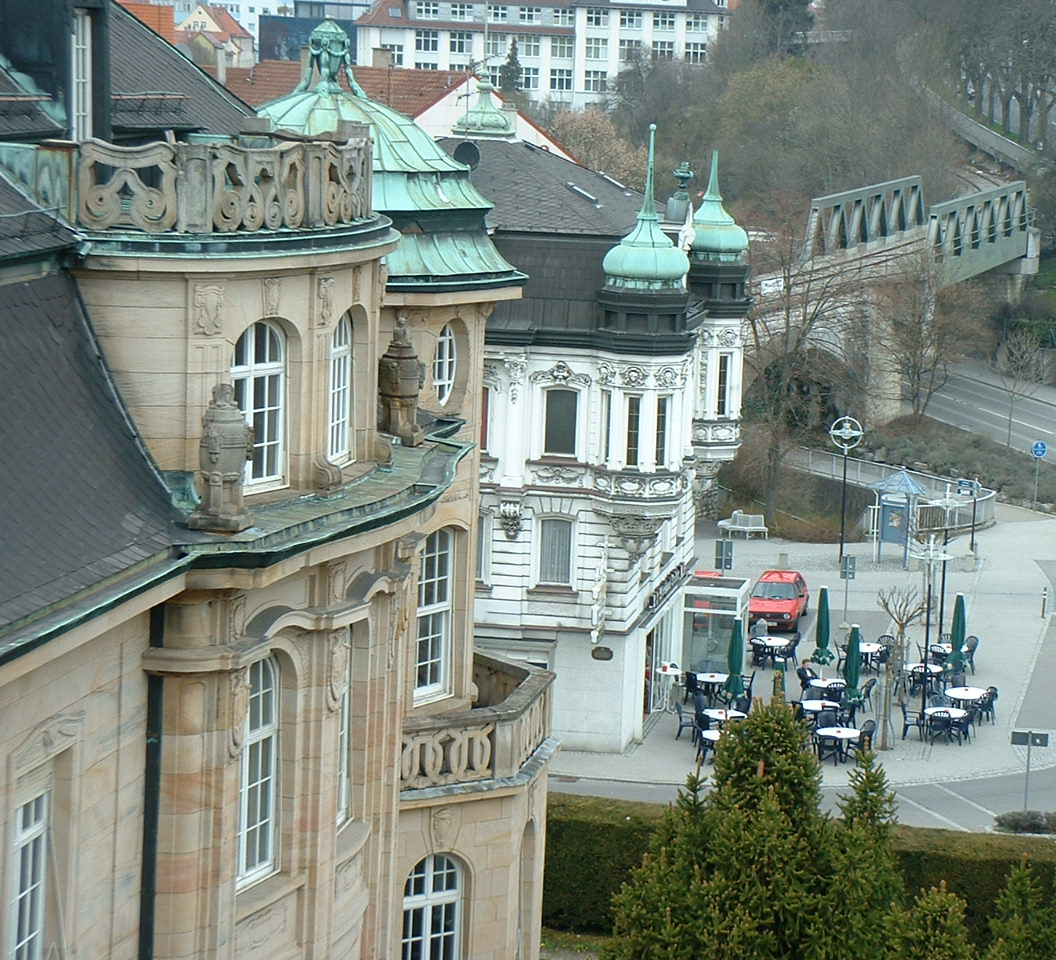
Neue Villa (im Vordergrund) und Alte Villa

Auf der freigemachten Fläche wurde 1908 in einer Mischung aus Historismus und Jugendstil die Neue Villa Haux aus gelblichem Sandstein errichtet. „Kenner schätzen die Villa Haux als wunderschönes Beispiel des Jugendstils im Übergang von der verspielten Darmstädter zur strengeren Wiener Variante. Sie zeugt von einem kunst- und sozialgeschichtlichen Wandel, der sich an der Wende vom 19. zum 20. Jahrhundert vollzog.“ Zur Raumausstattung gehörten Wandgemälde von Maria Caspar-Filser und Der Frühling von Christian Landenberger.
Die Neue Villa Haux war in den erhaltenen Planungen von 1907 noch als luxuriöses Familienwohnhaus ausgelegt, der ausgeführte Bau erhielt durch Grundrissänderungen einen von den Wohnräumen weitgehend getrennten Repräsentationsbereich. Zu den besonderen Ausstattungsmerkmalen zählte der elektrische Personenaufzug sowie die stationäre Staubsauganlage. Des Weiteren besaß das Haus eine zentrale Niederdruck-Dampfheizung, die mit Kohle betrieben wurde.

## Nachkriegszeit
1945 war die alte Villa sowjetische Kommandantur für die Repatriierung von Soldaten der „Russischen Befreiungsarmee“, die seit Januar 1945 auf dem Truppenübungsplatz Heuberg stationiert waren. Die neue Villa diente als französische Ortskommandantur. Danach bewohnte die Familie Haux beide Gebäude wieder bis ins Jahr 1954. In diesem Jahr wurde die alte Villa inklusive Mobiliar an den Steuerberater Hans Maute verkauft. 1964 wurde zuerst nur das Sockelgeschoss an den Apotheker Rudolph Seis verkauft. Durch breite Mauerdurchbrüche richtete er im Sockelgeschoss, das durch Absenkung der Straßen zu einem vollwertigen Erdgeschoss geworden war, Geschäftsräume für seine „Brücken-Apotheke“ ein. In der Folgezeit renovierte er auch die Obergeschosse und sanierte die Tragstrukturen und die Fassade, teilweise mit selbst entwickelten Methoden, ohne das äußere und innere Bild zu beeinträchtigen. Seit 1991 ist in der Alten Villa das „Wirtshaus zum Trödler“ untergebracht.

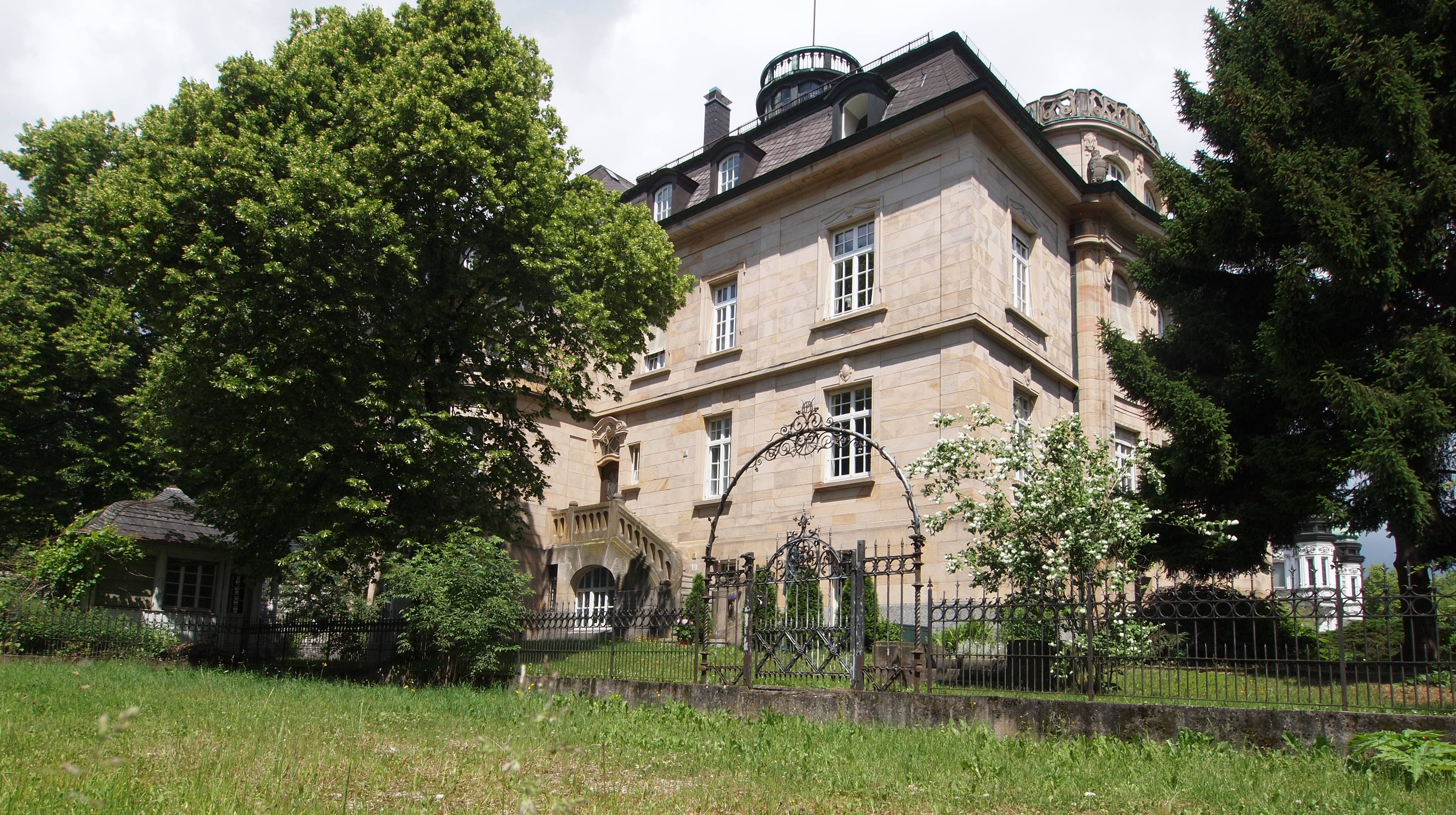
Gartenseite 2011

Die Neue Villa wurde bis 1970 als Zählerprüfstelle und Dienstwohnung für das zum Unternehmen gehörende Elektrizitätswerk genutzt. Danach stand sie leer und 1988 nach Aufgabe der Textilfabrik zum Verkauf. Sie wurde vom Architekten Rainer Malessa erworben, teilweise renoviert und als Eigentumswohnungen und -büros verkauft. Seit 1994 erwirbt die Steuerberatungsgesellschaft Klaiber GmbH Zug um Zug Teile der Villa, saniert sie weiter und nutzt sie als Büro- und Wohnräume. Heute sind die Repräsentationsräume für wirtschaftliche oder kulturelle Veranstaltungen nutzbar. Die Neue Villa Haux ist ein Denkmal. 2019 wurden deren historische Holzrollläden restauriert.

## Fabrikgebäude

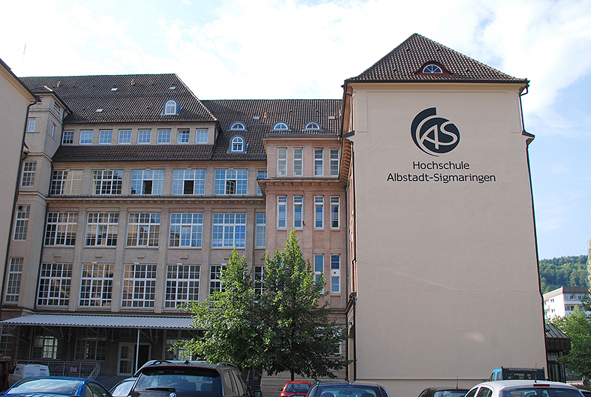
Haux-Gebäude

Neben den Haux’schen Villen befindet sich das ehemalige Fabrikgebäude (Haux-Gebäude). In ihm hat heute unter anderem die Hochschule Albstadt-Sigmaringen im Erdgeschoss sowie im 1. und 3. Stock ihre Labore, Vorlesungs- und Verwaltungsräume für die Studiengänge Technische Informatik, Textil- und Bekleidungstechnologie und Technische Textilien. In der 2. und 4. Etage befinden sich mehrere durch das Studentenwerk Tübingen-Hohenheim geförderte Apartments, die als Studentenwohnungen genutzt werden. Im Untergeschoss befindet sich seit dem Sommersemester 2012 das studentische Kulturzentrum Albstadt, welches vom Studentenwerk Tübingen-Hohenheim der Studenteninitiative Albstadt e.V. zum Betrieb überlassen wird.
Die Gartenfläche zwischen Fabrik, Villa, Brücke und Straße wurde durch ein Parkhaus in Anspruch genommen.